# Torsten Söderbergs stiftelse
Torsten Söderbergs Stiftelse är en svensk stiftelse med ändamål att ”främja vetenskaplig forskning och vetenskaplig undervisnings- eller studieverksamhet varvid företrädesvis de ekonomiska, medicinska och rättsvetenskapliga områdena skola komma ifråga”.

## Historia och verksamhet
Torsten Söderbergs Stiftelse grundades år 1960 genom en donation av generalkonsul Torsten Söderberg och hans hustru Wanja Söderberg.
Stiftelsen har sedan grundandet främjat vetenskaplig forskning och undervisningsverksamhet i enlighet med ändamålen genom att ur den löpande avkastningen bevilja forskningsanslag inom medicin, ekonomi, rättsvetenskap och kategorin övrigt (humaniora). Torsten Söderbergs Stiftelse har en årlig anslagsperiod för de fyra ämnesområdena och beslut om anslag fattas av styrelsen med underlag från stiftelsens vetenskapliga rådgivare.
Stiftelsen har sitt säte i Göteborg i juridiskt hänseende och stiftelsens kansli ligger i Stockholm.
Edvard Söderberg (1938–2010), son till Torsten och Wanja Söderberg, var under femtio år verksam i Torsten Söderbergs Stiftelse och Ragnar Söderbergs stiftelse och från 1984 stiftelsernas gemensamme direktör med ansvar för kansliet i Stockholm.

### Donationer
Torsten Söderbergs Stiftelse har sedan 1960 utdelat betydande summor till förmån för svensk forskning. Stiftelsen har gjort donationer till professurer vid Karolinska Institutet, Handelshögskolan i Stockholm, Göteborgs universitet, Lunds universitet, Stockholms universitet samt Kungl. Vetenskapsakademien. Några av professurerna har donerats gemensamt med Ragnar Söderbergs stiftelse.
Torsten Söderbergs Stiftelse delar eller har delat ut priser i medicin, ekonomi, rättsvetenskap, design och konsthantverk, handel samt journalistik.
Det Söderbergska priset tilldelas vartannat år forskare inom ekonomi eller rättsvetenskap och vartannat år inom medicin. Priset är tänkt att lyfta fram betydande insatser inom respektive område och att stimulera fortsatt forskning och utveckling.
Torsten och Wanja Söderbergs pris, ett nordiskt pris i konsthantverk och design, delades ut av Röhsska museet i Göteborg mellan åren 1994 och 2018.